# Eins og skepnan deyr
Eins og skepnan deyr é um filme de drama islandês de 1986 dirigido e escrito por Hilmar Oddsson. Foi selecionado como representante da Islândia à edição do Oscar 1987, organizada pela Academia de Artes e Ciências Cinematográficas.

## Elenco
- Edda Heidrún Backman
- Þröstur Leó Gunnarsson
- Jóhann Sigurðarson